# Soo Joo Park
Soo Joo Park — 박수주 (Park Suju) en coréen — est un mannequin sud-coréenne et américaine née à Séoul le 26 mars 1986. En 2015, elle devient le nouveau visage de L’Oréal.